# Teleférico de Montserrat
El teleférico de Montserrat es un teleférico inaugurado en 1930 que comunica la estación de Aéreo de Montserrat de la línea Barcelona-Manresa de los FGC y el eje del Llobregat con el Monasterio. Aunque durante un tiempo no circuló, debido a los desperfectos ocasionados por la Guerra Civil, hoy en día aún presta servicio con las instalaciones originales. 